# Pepsiman

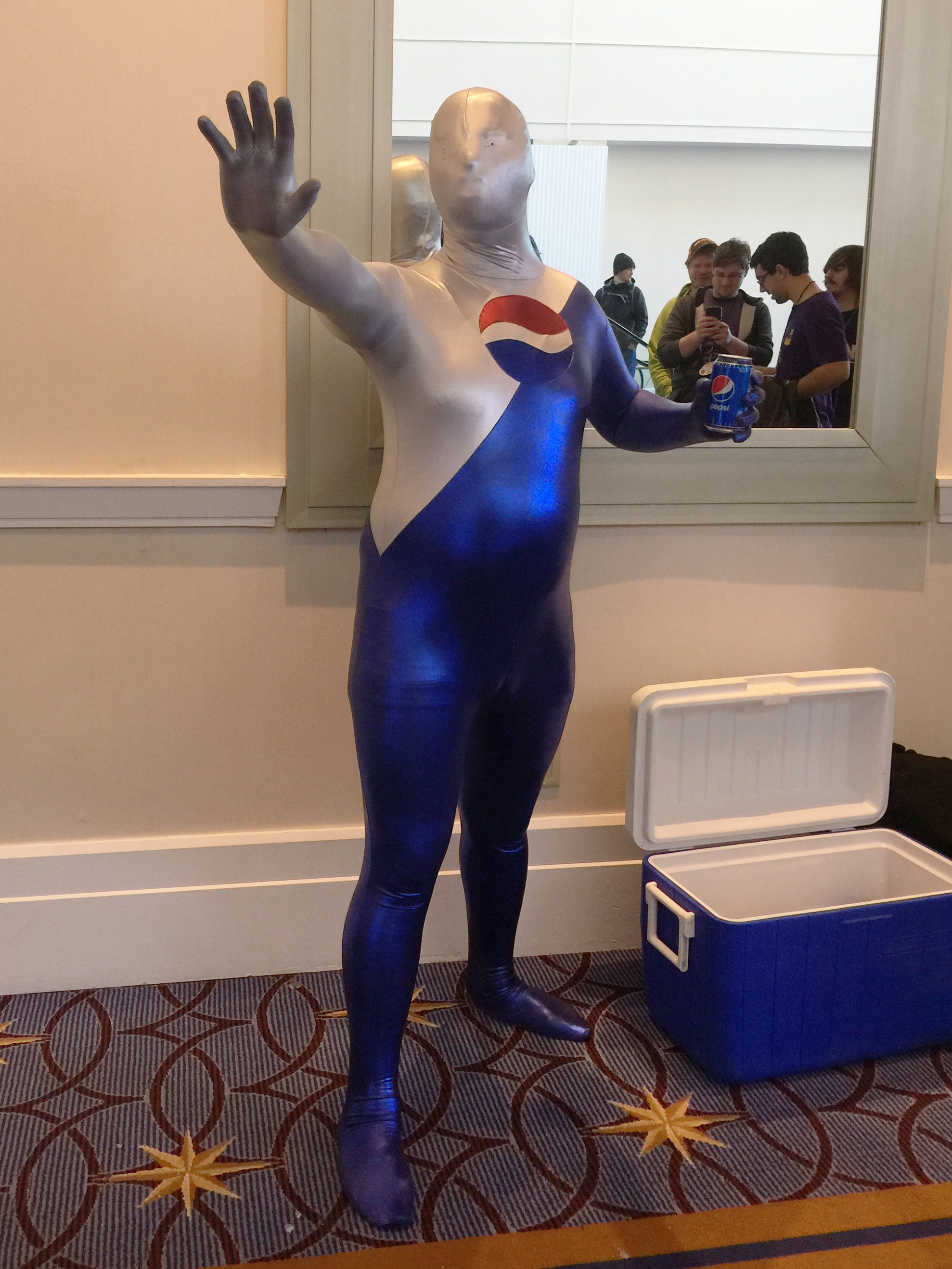
Imagen de alguien disfrazado de Pepsiman.

Pepsiman（ペプシマン; Hepburn Pepushiman) es una mascota oficial de la rama corporativa de Pepsi en Japón. Apareció por primera vez entre los años 1994 y 1995 como una estrategia comercial de la compañía para captar una nueva audiencia. Protagonizó un total de doce anuncios publicitarios televisivos, además de su propia serie de cómics llamada «Pepsiman: Seigi no tame no tōsō» y un videojuego homónimo. La compañía también lanzó toda clase de artículos promocionales, como llaveros, figuras de acción, calendarios y botellas de edición limitada.

## Historia
El diseño del personaje Pepsiman se le atribuye usualmente al dibujante de cómics canadiense Travis Charest. Sin embargo, este ha aclarado que él solamente se basó en las referencias que la propia compañía le entregó para elaborar algunas ilustraciones promocionales a mediados de los noventa. El mismo Charest comenta que como parte del trato recibiría una figura del personaje.
Pepsiman no tiene ningún rasgo facial distinguible, salvo una pequeña apertura a la altura de la boca que emite un sonido reconocible como el del gas que escapa al abrir una lata de refresco de esta marca. Posee una figura atlética y fornida, a la vez que está cubierto completamente por los colores corporativos de la compañía en tonos metálicos. En su pecho lleva el logotipo de la compañía y una cadena como adorno.
A través de los años, el personaje fue mutando su atuendo, en línea con los cambios en el diseño de los productos de la marca. El primero tenía una raya de color rojo que cubría el tercio medio de su cuerpo en forma vertical. El segundo era un tercio color plata y el resto azul, con el logotipo de Pepsi en el pecho y el tercero fue una pequeña variación del primero, con un pasamontañas con forma de limón cubriendo su cabeza.

### Pepsiwoman
También existió una versión femenina del superhéroe. Apenas se publicó un comercial con su participación, realizado durante la campaña promocional de la variante de Pepsi Twist y Pepsi Light. Su característica más distintiva es que poseía un cuerpo igual de atlético que la versión masculina, con pechos prominentes y de un solo tono, con el logotipo también en el centro del pecho. Al igual que la última variación de Pepsiman, esta tenía un pasamontañas cubriendo su cabeza.

## Anuncios de televisión
Un total de doce anuncios publicitarios fueron creados con este personaje para ser exhibidos en televisión. A menudo se trataban del superhéroe "salvando" a personas sedientas o antojadas con este refresco. Pepsiman aparecía en el momento justo con el producto, para luego sufrir algún tipo de accidente que dejara entrever su torpeza. Al final se mostraba una lata de Pepsi dañada en el lugar donde haya sufrido la lesión.
Cada comercial duraba hasta medio minuto, con alguna excepción un tanto más extensa. En ocasiones se mostraba al personaje realizando algún deporte extremo como surf, snowboarding, entre otros.

## Videojuegos

### Fighting Vipers
La primera aparición de Pepsiman en videojuegos fue en 1996, cuando Sega-AM2 lanzó la versión doméstica de su juego de lucha Fighting Vipers para la consola Sega Saturn. Pepsiman era un personaje desbloqueable, cuya habilidad especial era la de "calmar la sed". El personaje no volvió a aparecer en ninguna otra versión o secuela, siendo descartada toda referencia hacia él cuando el videojuego fue lanzado en Estados Unidos y Europa.
En la versión aparecida en 2005 en Japón se volvieron a incluir los logos de Pepsi, pero no el personaje.

### Pepsiman
- Pepsiman (videojuego de 1999)